# Fontaine-sous-Jouy
Fontaine-sous-Jouy – miejscowość i gmina we Francji, w regionie Normandia, w departamencie Eure.
Według danych na rok 1990 gminę zamieszkiwało 618 osób, a gęstość zaludnienia wynosiła 84 osoby/km² (wśród 1421 gmin Górnej Normandii Fontaine-sous-Jouy plasuje się na 382. miejscu pod względem liczby ludności, natomiast pod względem powierzchni na miejscu 510).